# Glacis (Seychelles)
Glacis è uno dei 26 distretti delle Seychelles, appartenente all'isola di Mahé.